# Oliver Palotai
Oliver Palotai, född 17 mars 1974 i Tyskland, är en musiker inom heavy metal-genren. Han blev känd då han spelade keyboard och gitarr för bandet Doro och keyboards för Circle II Circle (Endast på turné mellan 2003 och 2004). Därefter gick han med i bandet Blaze som ersatte originalgitarristen John Slater under 2004. År 2005 började han att arbeta med bandet Kamelot som medlem på turné. Detta var ganska jobbigt för honom då han spelade i två band samtidigt. I januari 2007 lämnade han Blaze Bayley.

## Diskografi (urval)
Studioalbum med Kamelot
- 2007 – Ghost Opera
- 2010 – Poetry for the Poisoned
- 2012 – Silverthorn
- 2015 – Haven

Studioalbum med Sons of Seasons
- 2009 – Gods of Vermin
- 2011 – Magnisphyricon